# 6 de septiembre
El 6 de septiembre es el 249.º (ducentésimo cuadragésimo noveno) día del año —el 250.º (ducentésimo quincuagésimo) en los años bisiestos— en el calendario gregoriano. Quedan 116 días para finalizar el año.

## Acontecimientos
- 394: en el río Frígido (al oeste de la actual Eslovenia), el emperador romano Teodosio I derrota al usurpador pagano Eugenio y al general franco Arbogastes en la batalla del río Frígido.
- 1492: Cristóbal Colón navega hacia La Gomera, último puerto antes de su travesía por el océano Atlántico.
- 1499: Américo Vespucio y Alonso de Ojeda según documentos históricos llegan a la isla de Bonaire, hoy Bonaire neerlandés.
- 1522: llega a Sanlúcar de Barrameda (España) el vasco Juan Sebastián Elcano con solo una sola nave y 18 hombres, después de dar la primera vuelta al mundo.
- 1564: en el norte de África, un grupo de militares españoles al mando de García Álvarez de Toledo, virrey de Sicilia y Cataluña, conquista a los piratas el Peñón de Vélez de la Gomera. Todavía en la actualidad es territorio español.
- 1593: en Corea, el sacerdote español Gregorio Céspedes es el primer occidental que desembarca en este país, según las cartas que envía a España.
- 1620: desde Plymouth (Inglaterra) un grupo de peregrinos parten en el barco Mayflower para asentarse en Norteamérica.
- 1634: en el marco de la Guerra de los treinta años, el ejército católico hispano-imperial derrota al ejército protestante de Suecia y Alemania en la batalla de Nördlingen.
- 1724: en España, Felipe V vuelve a ocupar el trono tras la muerte de su hijo Luis (que solo reinó siete meses y medio).
- 1755: en España se funda el Ayuntamiento de Algeciras.
- 1811: en Lima (Perú) se inaugura El Peruano, primer periódico patriota.
- 1815: en Jamaica, el militar venezolano Simón Bolívar redacta la Carta de Jamaica.
- 1822: en Portugal los constitucionalistas eliminan la Inquisición (que había sido establecida por Juan III el «Piadoso»).
- 1869: en Pensilvania (Estados Unidos) sucede una trágica explosión en una mina, como consecuencia de las terribles condiciones en que trabajaban los mineros.
- 1874: en la provincia de Oriente (capitanía de Cuba) ―en la batalla de San Antonio de Baja― el ejército colonialista español atrapa al militar cubano independentista Calixto García Íñiguez (1839-1898), quien antes que rendirse se dispara en la boca. Sin embargo la bala sale por la frente, y gravemente herido cae prisionero. Estará cuatro años preso en España.
- 1876: en Estados Unidos, el ferrocarril Southern Pacific llega al pueblo de Los Ángeles, que cuenta con menos de 10 000 habitantes.
- 1885: Rumelia Oriental declara su unión con Bulgaria. Se completa la unificación del país.
- 1899: el Templo Masónico de Palma, es adquirido bajo el mando del Gran Maestro Dr. Cecilio Báez perteneciente al Gran Oriente del Paraguay de la antigua Gran Logia Simbólica del Paraguay, ubicado sobre la calle palma de la Ciudad de Asunción del Paraguay.
- 1901: en Estados Unidos el presidente William Mac Kinley sufre un atentado, y fallece días después.
- 1911: el nadador británico Burgess, de Yorkshire, atraviesa el Canal de la Mancha entre Calais y Dover (35 km) y establece un nuevo récord de 22 horas y 35 minutos.
- 1913: en Londres (Reino Unido) se inaugura el Arsenal Stadium, estadio del Arsenal Football Club.
- 1915: en El Salvador y Guatemala, un terremoto causa graves daños.
- 1919: en Austria, la Asamblea Nacional autoriza la firma del Tratado de Versalles.
- 1920: en la aldea india de Máiapur (Bengala), el religioso krisnaísta Bhaktisiddhanta Sárasuati (1874-1937) funda la organización religiosa Gaudiya Math, que se desmantelará tras su muerte.
- 1926: en España, el general Miguel Primo de Rivera disuelve el arma de artillería ante la continua indisciplina manifestada por jefes y oficiales artilleros.
- 1930: en Buenos Aires, el general José Félix Uriburu derroca al presidente democrático Hipólito Yrigoyen en el Golpe de Estado en Argentina de 1930.
- 1932: en España, las Cortes aprueban la supresión de la cadena perpetua en la reforma del Código Penal.
- 1936: en el marco de la guerra civil española, las tropas franquistas entran en Irún, cerrando a la República Española el acceso a la frontera francesa por la zona del oeste.
- 1939: en el marco de la Segunda Guerra Mundial, comienza la batalla de Barking Creek, en el que un caza británico sufre un accidente por fuego amigo.
- 1939: en el marco de la Segunda Guerra Mundial, Sudáfrica le declara la guerra a Alemania.
- 1940: en Rumania, el rey Carlos II abdica en su hijo Miguel I.
- 1941: en el marco del Holocausto judío, en la Alemania nazi, la obligación de vestir la estrella de David con la palabra «judío» inscrita, se extiende a todos los judíos a partir de los 6 años de edad en las zonas ocupadas por los alemanes.
- 1943: en Monterrey (México) se funda el Instituto Tecnológico y de Estudios Superiores de Monterrey.
- 1944: en el marco de la Segunda Guerra Mundial, la ciudad belga de Ypres es liberada por las fuerzas aliadas.
- 1944: en el marco de la Segunda Guerra Mundial, las fuerzas soviéticas capturan la ciudad estonia de Tartu.
- 1948: en los Países Bajos asciende al trono la reina Juliana.
- 1952: serie de incendios de origen criminal perpetrados por manifestantes contrarios al Partido Liberal Colombiano en el contexto del periodo conocido como La Violencia.
- 1952: en Montreal (Canadá) comienzan las transmisiones de CBFT-TV, la primera televisora de ese país.
- 1954: en Manila (Filipinas), representantes de Australia, Estados Unidos, Filipinas, Francia, Nueva Zelanda, Pakistán, Reino Unido y Tailandia firman el tratado de constitución de la Organización del Tratado del Sudeste Asiático.
- 1956: se estrena en el Festival de Venecia la película Calle Mayor, dirigida por Juan Antonio Bardem y protagonizada por Betsy Blair y José Suárez.
- 1956: la Resolución 117 del Consejo de Seguridad de las Naciones Unidas es aprobada.
- 1957: en el área de pruebas atómicas de Nevada (a unos 100 km al noroeste de la ciudad de Las Vegas), a las 4:45 (hora local), Estados Unidos detona a 150 metros bajo tierra su bomba atómica Wheeler, de 0,197 kilotones. A las 12:05 detona a 1225 metros bajo tierra la bomba Coulomb-B. Son las bombas n.º 109 y 110 de las 1132 que Estados Unidos detonó entre 1945 y 1992.

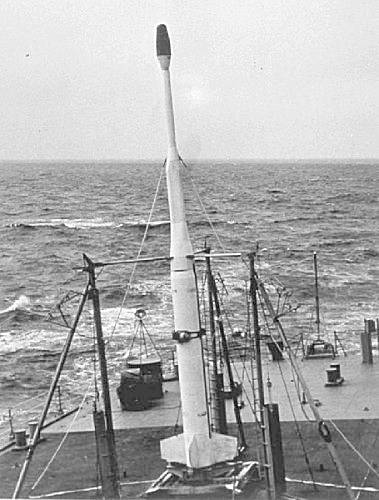
El cohete X-17 Argus, con una cabeza atómica que se hizo explotar a 200 km de altitud.

- 1958: a 2700 km al oeste de Ciudad del Cabo (Sudáfrica), y a 160 km al sureste de la isla Tristán de Acuña, el Gobierno de Estados Unidos ―en el marco de la operación Argus― a las 22:13 hora local lanza un cohete para hacer estallar una bomba atómica en el espacio.
- 1962: en el área de pruebas atómicas de Nevada (a unos 100 km al noroeste de la ciudad de Las Vegas), a las 9:00 (hora local), Estados Unidos detona a 157 metros bajo tierra su bomba atómica Raritan, de 2 kilotones. Es la bomba n.º 286 de las 1132 que Estados Unidos detonó entre 1945 y 1992.
- 1966: en el Parlamento de Ciudad del Cabo (Sudáfrica), el primer ministro y sociólogo Hendrik Verwoerd ―el responsable de importar en su país el régimen segregacionista estadounidense, en contra de la mayoría negra― es asesinado a cuchilladas.
- 1968: Suazilandia se independiza del Imperio británico y se vuelve una monarquía dictatorial bajo el tirano Sobhuza II.
- 1968: en el área de pruebas atómicas de Nevada (a unos 100 km al noroeste de la ciudad de Las Vegas), a las 6:00 (hora local), Estados Unidos detona a 582 m bajo tierra su bomba atómica Noggin, de 120 kilotones. Es la bomba n.º 575 de las 1132 que Estados Unidos detonó entre 1945 y 1992.
- 1970: en los Territorios Palestinos, Yasir Arafat es nombrado general en jefe de las fuerzas revolucionarias palestinas.
- 1975: en el área de pruebas atómicas de Nevada (a unos 100 km al noroeste de la ciudad de Las Vegas), a las 9:00 (hora local), Estados Unidos detona a 427 m bajo tierra su bomba atómica Marsh, de 7 kilotones. Es la bomba n.º 851 de las 1132 que Estados Unidos detonó entre 1945 y 1992.
- 1976: en Hakodate (Japón) ―en el marco de la Guerra fría― el piloto soviético Viktor Belenko aterriza con su avión MiG-25 para pedir asilo político a Estados Unidos.
- 1979: llega a Buenos Aires la Comisión Interamericana de Derechos Humanos para investigar más de 30 000 casos de desaparecidos en apenas tres años por el presidente de la junta militar Jorge Rafael Videla. Los medios de comunicación y los periodistas cómplices de Videla realizan una gran campaña de desacreditación.
- 1979: en el área de pruebas atómicas de Nevada (a unos 100 km al noroeste de la ciudad de Las Vegas), a las 7:00 (hora local), Estados Unidos detona a 640 m bajo tierra su bomba atómica Hearts, de 140 kilotones. Es la bomba n.º 932 de las 1132 que Estados Unidos detonó entre 1945 y 1992.
- 1981: en Gdansk (Polonia) se celebra el I Congreso del sindicato polaco Solidaridad.
- 1982: en la India, las inundaciones ocasionan más de 400 muertos y un millón de damnificados.
- 1983: en Chile se desatan protestas contra los diez años del régimen del dictador de Chile Augusto Pinochet Ugarte, con el resultado de 11 muertos, 25 heridos y 200 detenidos.
- 1991: en Rusia, Mijaíl Gorbachov reconoce la independencia de las repúblicas bálticas (Estonia, Lituania y Letonia).
- 1991: San Petersburgo recupera su nombre (desde 1924 se llamaba Leningrado).
- 1991: en Sahara Occidental, Marruecos acuerda un alto el fuego con el Frente Polisario en la guerra del Sahara Occidental.
- 1992: cerca del parque nacional Denali es encontrado el cuerpo sin vida del aventurero estadounidense Christopher McCandless. Falleció luego de dos años de viajar a pie, con pocas provisiones y en contacto pleno con la naturaleza, buscando despegarse de la civilización materialista.
- 1994: en Oracle (Arizona) finaliza abruptamente la segunda cuarentena del equipo de ocho científicos dentro del millonario proyecto Biosfera 2, construido como ecosistema autosuficiente.
- 1997: en Londres (Reino Unido) se realiza el funeral de la princesa Diana de Gales; asiste un millón de personas.
- 2002: en la ciudad de Luanda se firma el tratado de paz entre la República Democrática del Congo y Uganda, que pone fin a la segunda guerra del Congo.
- 2007: en Siria, Israel bombardea a la población civil de Deir ez-Zor debido a que sospechaban que había materiales nucleares de Corea del Norte.
- 2008: en Gines (España) es coronada canónicamente la imagen de Nuestra Señora de los Dolores por el Cardenal fray Carlos Amigo Vallejo, Arzobispo de Sevilla.
- 2009: Tlalnepantla y Atizapán (Estado de México), una inundación deja daños a 2000 familias.[1]
- 2010: en Estados Unidos, Cartoon Network estrena la serie animada Regular Show, finalizada en 2017 y que cuenta con 261 episodios.
- 2013: la banda británica Arctic Monkeys lanza su 5.º álbum de estudio AM (álbum de Arctic Monkeys).
- 2017: visita del papa Francisco a Colombia entre el 6 y el 10 de septiembre.
- 2018: en Chile se crea la Región de Ñuble entre la Región del Maule y Región del Bíobío.
- 2018: en Europa es inaugurada la Liga de Naciones de la UEFA, un evento deportivo de carácter oficial.
- 2019: los colombianos Juan Sebastián Cabal y Robert Farah se coronaron campeones del Grand Slam celebrado en Estados Unidos
- 2019: la artista Melanie Martinez publica su segundo álbum de estudio, K-12.
- 2022: en el Reino Unido, Isabel II nombra a Liz Truss como su 15° primer ministro, siendo la última en encabezar el gobierno bajo el mando de Isabel, quien falleceria 2 días más tarde, el 8 de septiembre.

## Nacimientos
- 1475: Sebastiano Serlio, arquitecto italiano (f. 1554).
- 1620: Isabella Leonarda, compositora italiana (f. 1704).
- 1644: Juan Cabanilles, organista y compositor de música barroca (f. 1712).
- 1656: Guillermo Dubois, político francés (f. 1723).
- 1666: Iván V, zar ruso (f. 1696).
- 1729: Moses Mendelssohn, filósofo alemán (f. 1786).
- 1732: Johan Wilcke, físico sueco (f. 1796).

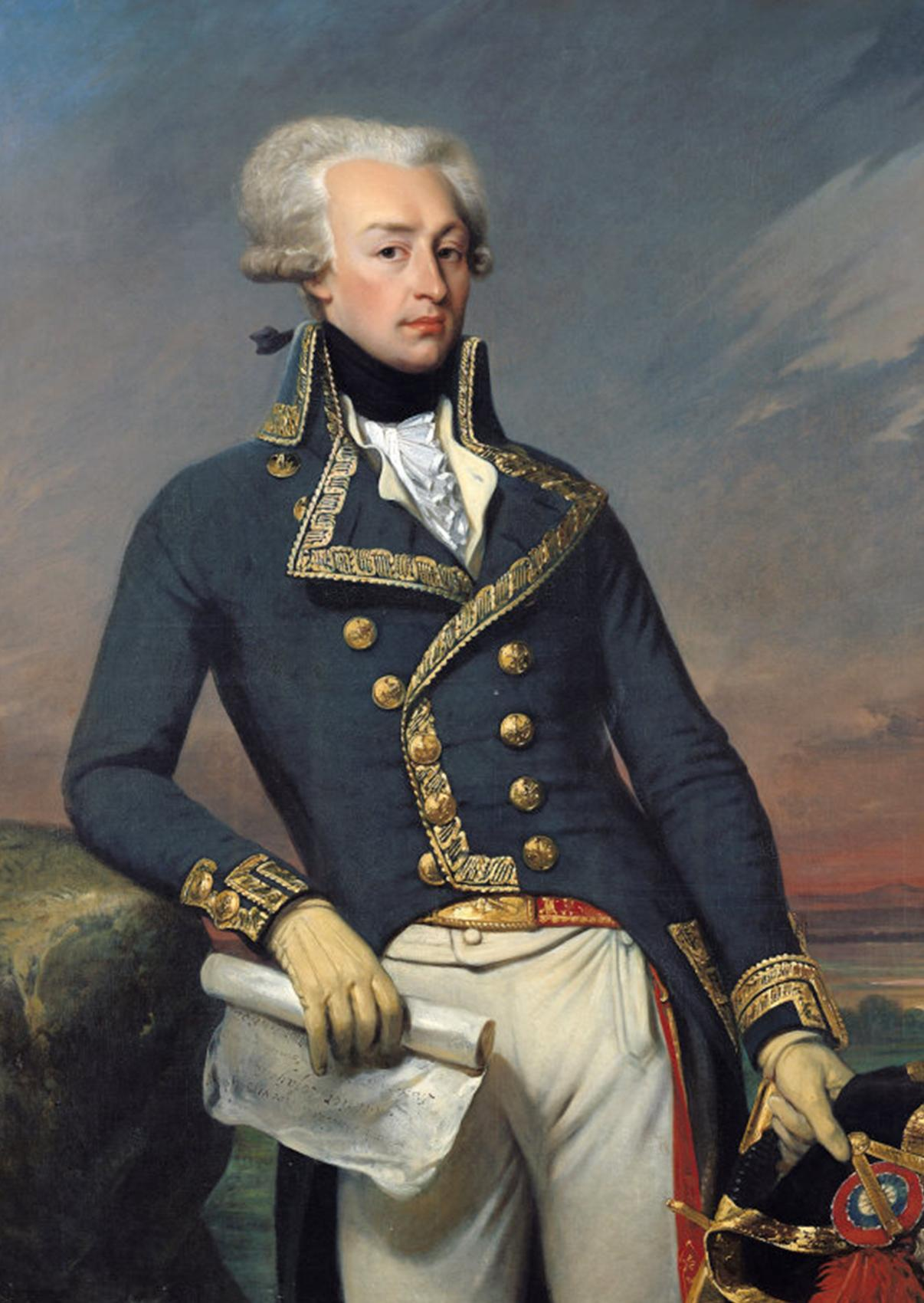
Marqués de La Fayette.

- 1757: Pedro Cerviño, ingeniero y cartógrafo argentino (f. 1816).
- 1757: Marqués de Lafayette, militar, aristócrata y político francés (f. 1834).

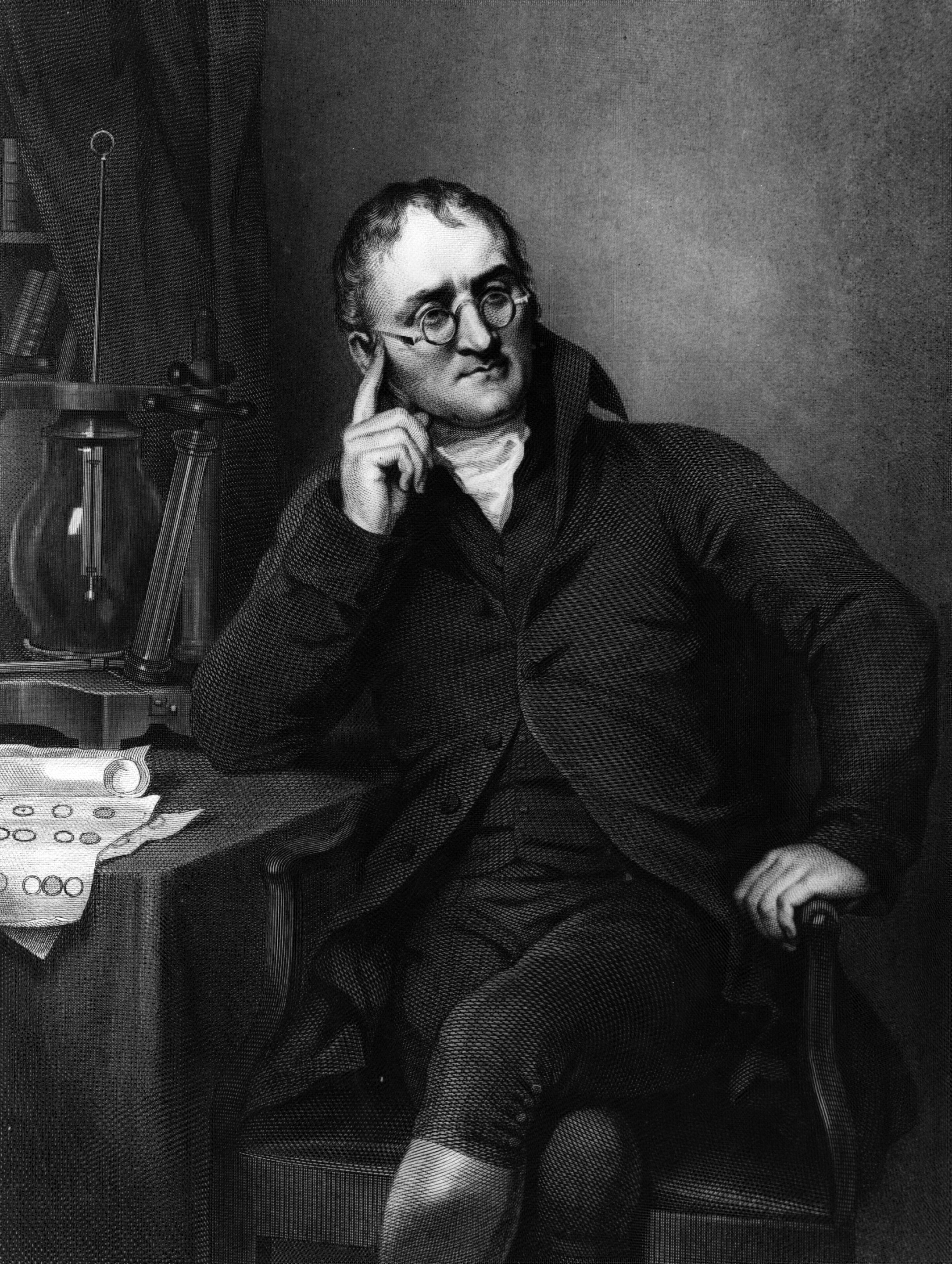
John Dalton.

- 1766: John Dalton, científico británico que desarrolló la teoría atómica de la materia (f. 1844).
- 1776: José María de Orbe y Elío, militar y político español (f. 1850).
- 1781: Anton Diabelli, músico austriaco (f. 1858).
- 1785: José Gil de Castro, pintor peruano (f. 1841).

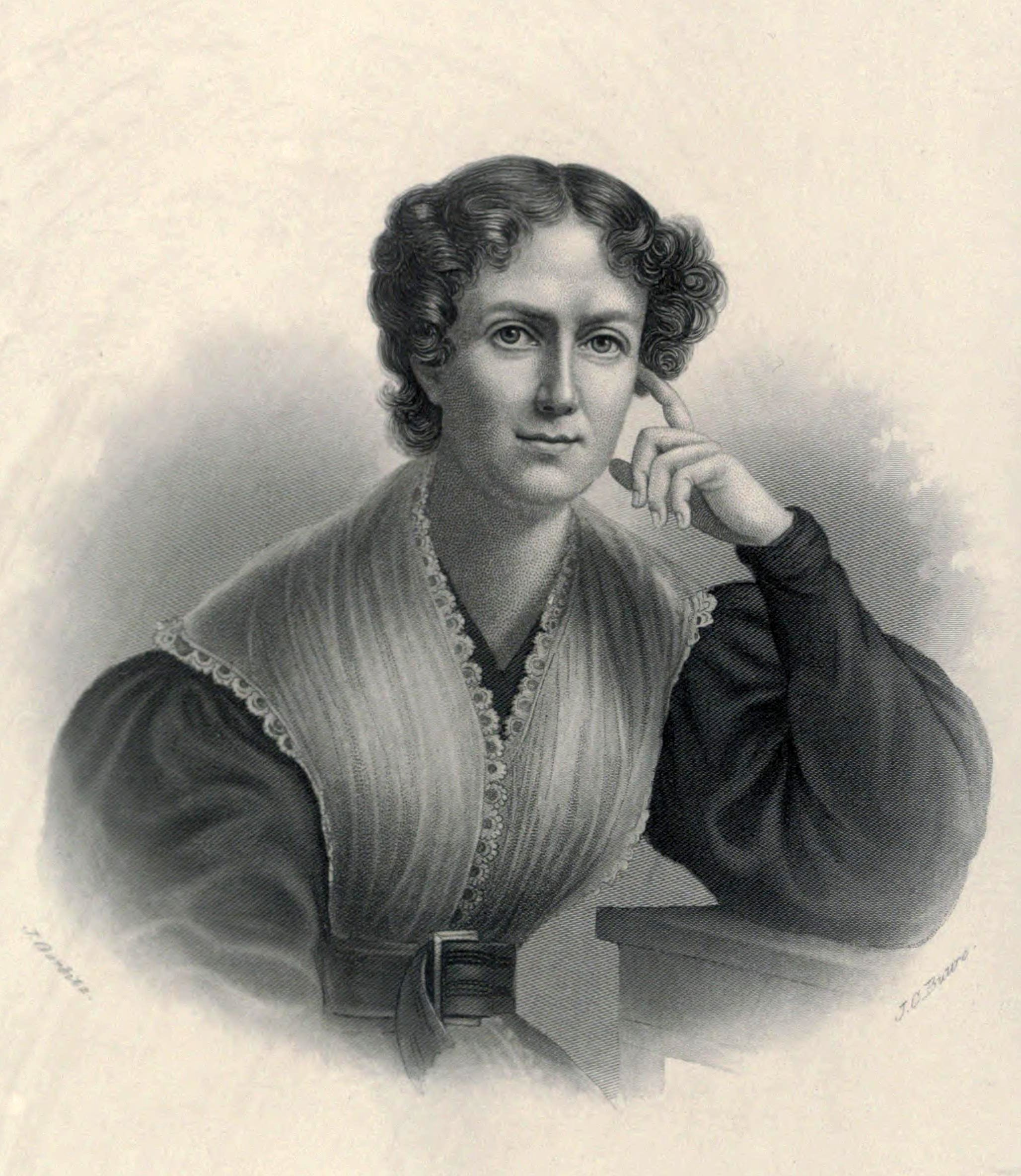
Frances Wright.

- 1795: Frances Wright, escritora británica (f. 1852).
- 1795: Achille Baraguey d'Hilliers, mariscal francés (f. 1878).
- 1800: Catharine Beecher, educadora estadounidense (f. 1878).
- 1802: Alcide d'Orbigny, naturalista francés (f. 1857).
- 1806: Juan Eugenio Hartzenbusch, escritor español (f. 1880).
- 1808: Abd al-Qadir, sufí argelino (f. 1883).
- 1814: George-Étienne Cartier, político canadiense (f. 1873).
- 1819: William Rosecrans, general y diplomático estadounidense (f. 1898).
- 1825: Giovanni Fattori, pintor italiano (f. 1908).
- 1829: Adolfo Saldías, historiador, abogado, político y militar argentino (f. 1914).
- 1838: Samuel Arnold, conspirador estadounidense (f. 1906).
- 1857: Zelia Nuttall, antropóloga y arqueóloga estadounidense (f. 1933).
- 1857: Enrique de la Riva Agüero Riglos, político, abogado y diplomático peruano (f. 1930).
- 1860: Jane Addams, socióloga estadounidense, premio nobel de la paz en 1931 (f. 1935).
- 1869: Felix Salten, autor austríaco (f. 1945).
- 1875: Leonardo de la Peña Díaz, cirujano español (f. 1957).
- 1876: John James Rickard Macleod, médico británico, premio nobel de medicina en 1923 (f. 1935).
- 1877: Buddy Bolden, trompetista estadounidense (f. 1930).
- 1879: Max Schreck, actor alemán (f. 1936).
- 1879: Joseph Wirth, político y canciller alemán (f. 1956).
- 1884: Eugenio Aguirre Benavides, militar mexicano (n. 1915).
- 1885: Eugenio Noel, escritor español (f. 1936).
- 1888: Joseph P. Kennedy, diplomático y empresario estadounidense (f. 1969).
- 1889: Sarat Chandra Bose, abogado indio, activista por la independencia de la India (f. 1950).
- 1890: Clara Kimball Young, actriz estadounidense (f. 1960).
- 1892: Edward Victor Appleton, físico británico, Premio Nobel de Física 1947 (f. 1965).
- 1893: Claire Chennault, piloto estadounidense (f. 1958).
- 1894: Carl Grossberg, pintor alemán (f. 1940).
- 1895: Walter Dornberger, militar alemán (f. 1980).
- 1896: Felipe Acedo Colunga, político español (f. 1965).
- 1899: Juvenal Hernández Jaque, catedrático y abogado chileno (f. 1979).
- 1900: Julien Green, novelista estadounidense de origen francés (f. 1998).

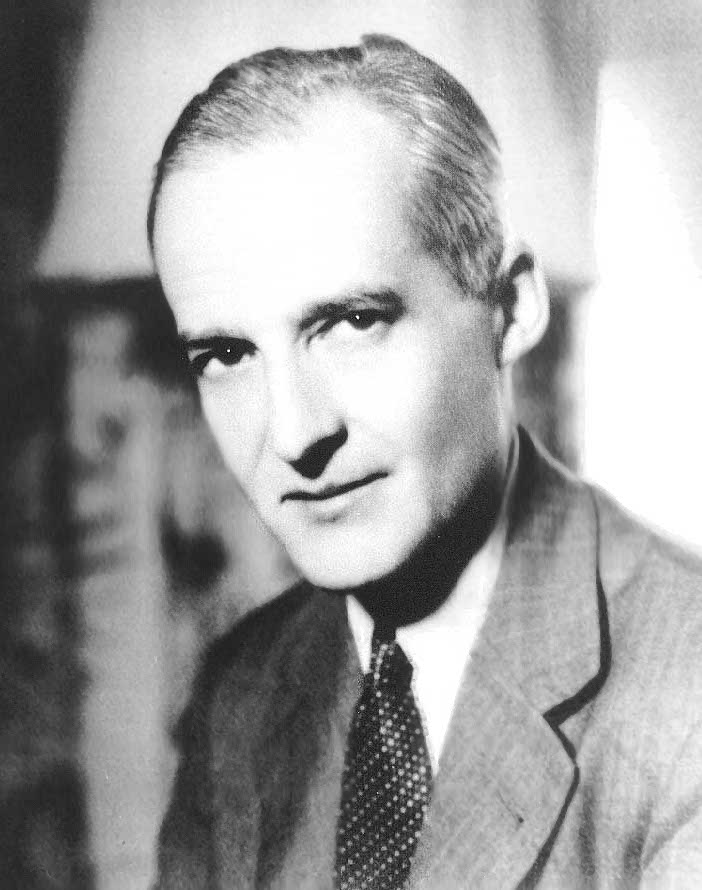
Luis Federico Leloir.

- 1906: Luis Federico Leloir, investigador argentino, premio nobel de química en 1970 (f. 1987).
- 1909: José Cabrero Arnal, historietista francés de origen español (f. 1982).
- 1913: Leônidas da Silva, futbolista brasileño (f. 2004).
- 1915: Franz Josef Strauss, político alemán (f. 1988).
- 1917: Philipp von Boeselager, general alemán (f. 2008).
- 1919: Wilson Greatbatch, ingeniero e inventor estadounidense (f. 2011).
- 1920: Barbara Guest, poeta y escritora estadounidense (f. 2006).
- 1920: Elvira Pagá, actriz, vedette y cantautora brasileña (f. 2003).
- 1921: Carmen Laforet, escritora española (f. 2004).
- 1923: Pedro II, rey yugoslavo (f. 1970).
- 1925: Andrea Camilleri, escritor y director italiano de teatro y televisión (f.2019).
- 1925: Ángel González, poeta español (f. 2008).
- 1925: Jimmy Reed, cantautor y guitarrista estadounidense (f. 1976).
- 1926: Claus von Amsberg, diplomático alemán (f. 2002).
- 1928: Robert M. Pirsig, filósofo estadounidense (f. 2017).
- 1928: Sid Watkins, neurocirujano británico (f. 2012).
- 1928: Yevgueni Svetlánov, director de orquesta soviético (f. 2002)
- 1930: Emilio Azcárraga Milmo, empresario mexicano (f. 1997).
- 1932: Octavio Suárez, piloto de carreras argentino (f. 1984).
- 1932: Bernie Winters, cómico británico (f. 1991).
- 1933: Juliana-Luisa González Hurtado, investigadora española.
- 1934: Paul Naschy, actor español (f. 2009).
- 1934: María Nieves, bailarina y coreógrafa de tango argentina.
- 1936: Francisco Frutos, político español (f. 2020).
- 1937: Sergio Aragonés, ilustrador y escritor español.
- 1938: Dennis Oppenheim, artista y escultor estadounidense (f. 2011).
- 1939: David Allan Coe, músico estadounidense.
- 1939: Arturo Maly, actor argentino (f. 2001).
- 1939: Susumu Tonegawa, biólogo japonés, premio nobel de fisiología y medicina en 1987.
- 1940: Elizabeth Murray, pintora estadounidense (f. 2007).
- 1941: María Luisa Merlo, actriz española.
- 1942: Dave Bargeron, músico estadounidense, de la banda Blood, Sweat & Tears.
- 1943: Richard J. Roberts, químico británico, premio nobel de medicina en 1993.

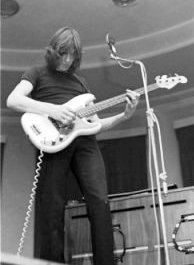
Roger Waters.

- 1943: Roger Waters, bajista y compositor británico, de la banda Pink Floyd.
- 1944: Donna Haraway, educadora, activista y escritora estadounidense.
- 1945: Gō Nagai, historietista japonés.
- 1946: Ángel Cappa, entrenador de fútbol argentino.
- 1947: Sylvester, músico estadounidense (f. 1988).
- 1947: Carlos Bermejo, actor argentino (f. 2012).
- 1947: Jane Curtin, actriz estadounidense.
- 1948: Karlos Arguiñano, cocinero español.
- 1948: Mario Papi, abogado, académico y político chileno (f. 2012).
- 1948: Pedro María Artola, futbolista español.
- 1948: Samuel Hui, cantante y actor de Hong Kong
- 1954: Juan Manuel González, escritor y periodista español (f. 2008).
- 1955: Raymond Benson, escritor estadounidense.
- 1956: Jorge de Buen Unna, diseñador gráfico, diseñador editorial y tipógrafo mexicano.
- 1956: Ketty Castillo Pacheco, periodista y escritora española
- 1957: Michaëlle Jean, política canadiense, gobernadora de Canadá.
- 1957: Ali Divandari, artista y periodista iraní.
- 1957: José Sócrates, político portugués.
- 1958: Michael Winslow, actor estadounidense.
- 1959: Edgar C. Otálvora, periodista e historiador venezolano.
- 1959: Fernando Ciangherotti, actor mexicano de cine, televisión y teatro.
- 1961: Scott Travis, baterista estadounidense, de la banda Judas Priest.
- 1961: Paul Waaktaar-Savoy, músico noruego, de la banda A-ha.
- 1962: Daniel Aráoz, actor, productor y conductor de televisión argentino.
- 1962: Chris Christie, político estadounidense.
- 1962: Jennifer Egan, novelista estadounidense.
- 1962: Elizabeth Vargas, periodista estadounidense.
- 1962: Kevin Willis, baloncestista estadounidense.
- 1963: Blas Giunta, futbolista y entrenador argentino.
- 1963: Josu Jon Imaz, empresario, político y químico español.
- 1963: Alice Sebold, novelista estadounidense.
- 1963: Geert Wilders, político neerlandés.
- 1963: Betsy Russell, actriz estadounidense.
- 1964: Sergio Lapegüe, periodista y conductor argentino de televisión y radio.
- 1964: Rosie Pérez, actriz, cineasta y coreógrafa estadounidense.
- 1966: Jordi Turull: político español.
- 1967: William DuVall, cantante estadounidense, de la banda Alice in Chains.
- 1967: Lupita Jones, Miss Universo mexicana.
- 1969: Macy Gray, cantante estadounidense.
- 1969: Tony DiTerlizzi, escritor estadounidense.
- 1970: María Fernanda Beigel, socióloga y científica argentina
- 1970: Rodrigo Abed, actor mexicano.
- 1971: Dolores O'Riordan, cantante irlandesa, de la banda The Cranberries (f. 2018).
- 1972: Anika Noni Rose, actriz y cantante estadounidense.
- 1972: China Miéville, escritor británico.
- 1972: Eugene Hütz, músico ucraniano, de la banda Gogol Bordello.
- 1972: Idris Elba, actor británico.
- 1972: Justina Machado, actriz portorriqueña.
- 1973: Carlo Cudicini, futbolista italiano.
- 1973: Greg Rusedski, tenista anglo-canadiense.
- 1974: Tito Fuentes, músico mexicano, de la banda Molotov.
- 1974: Tim Henman, tenista británico.
- 1974: Nina Persson, cantante sueca, de la banda The Cardigans.
- 1974: Justin Whalin, actor estadounidense.
- 1976: Naomie Harris, actriz británica.
- 1976: Verónica Jaspeado, actriz mexicana.
- 1976: N.O.R.E., rapero estadounidense.
- 1976: Hyun Young, cantante, modelo, actriz, presentadora de TV surcoreana
- 1977: Gustavo Balvorín, futbolista argentino.
- 1977: Katalin Novák, política húngara, presidenta de Hungría entre 2022 y 2024.
- 1978: Homare Sawa, futbolista japonesa, campeona del mundo en Alemania 2011.
- 1978: Álex Escobar, beisbolista venezolano.
- 1979: Foxy Brown, rapera estadounidense.
- 1979: Low Ki, luchador estadounidense.
- 1979: Massimo Maccarone, futbolista italiano.
- 1979: Carlos Adrián Morales, futbolista mexicano.
- 1980: Jillian Fletcher, luchadora profesional estadounidense.
- 1980: Joseph Yobo, futbolista nigeriano.
- 1980: Kerry Katona, actriz y cantante británica, de la banda Atomic Kitten.
- 1980: Lina Angarita, modelo y actriz colombiana.
- 1981: Yuki Abe, futbolista japonés.
- 1981: Santiago Salcedo, futbolista paraguayo.
- 1981: Yumiko Cheng, cantante china
- 1982: Cristian Nasuti, futbolista argentino.
- 1983: Dimitri Champion, ciclista francés.
- 1983: Pippa Middleton, organizadora de fiestas británica y hermana de Catalina de Cambridge.
- 1984: Thomas Dekker, ciclista neerlandés.
- 1984: Luc Abalo, jugador francés de balonmano.
- 1984: Diana Neira, actriz colombiana.
- 1984: Paula Chaves, modelo y conductora de televisión argentina.
- 1985: Luz Cipriota, actriz argentina.
- 1985: Webbie, rapero estadounidense.
- 1985: Camila Hirane, actriz chilena.
- 1986: Raven Riley, actriz porno estadounidense.
- 1987: Ramiele Malubay, cantante estadounidense.
- 1989: Kim So Eun, actriz surcoreana.

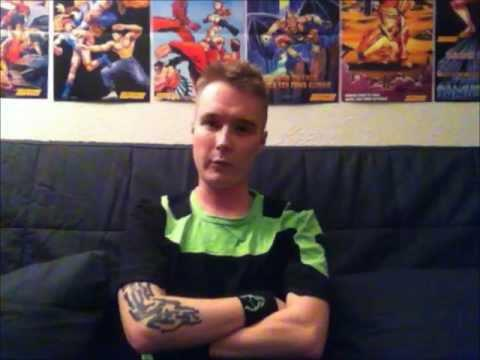
[https://eddsworld.fandom.com/wiki/Tord_Larsson Tord Larsson

- Tord Larsson1989: Tord Larsson, artista y animador noruego.
- 1990: John Wall, baloncestista estadounidense.
- 1991: Jacques Zoua, futbolista camerunés.
- 1991: Ingrid García-Jonsson, actriz hispano-sueca.
- 1993: Mattia Valoti, futbolista italiano.
- 1994: Giuseppe Fornito, futbolista italiano.
- 1995: Matúš Bero, futbolista eslovaco.
- 1995: Bertrand Traoré, futbolista burkinés.
- 1996: Renato Tarifeño, futbolista chileno.
- 1996: Rika Hongo, patinadora artística japonesa.
- 1996: Lil Xan, rapero estadounidense.
- 1997: Santiago Mele, futbolista uruguayo.
- 2001: Freya Allan, actriz británica.
- 2002: Asher Angel, actor y cantante estadounidense.
- 2002: Nikita Demchenko, futbolista bielorruso.
- 2006: Hisahito de Akishino, miembro de la familia imperial japonesa.

## Fallecimientos
- 394: Eugenio, emperador romano (n. ¿345?).
- 926: A Bao Ji, emperador de China (n. 872).
- 957: Liudolfo de Suabia, aristócrata suabo (n. 930).

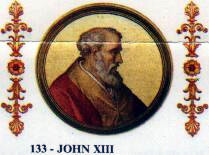
Juan XIII.

- 972: Juan XIII, papa de la Iglesia católica entre 965 y 972 (n. 910).
- 1276: Vicedomino de Vicedominis, cardenal italiano (n. 1215).
- 1511: Ashikaga Yoshizumi, shogun japonés (n. 1481).
- 1566: Solimán el magnífico,sultán del imperio otomano (n.1494).

- 1683: Jean Baptiste Colbert
- , político francés (n. 1619).
- 1782: Martha Jefferson, mujer estadounidense, esposa del político Thomas Jefferson (n. 1748).
- 1839: Vicente González Moreno, militar español (n. 1778).
- 1881: Jean-Baptiste Nothomb, político belga (n. 1805).

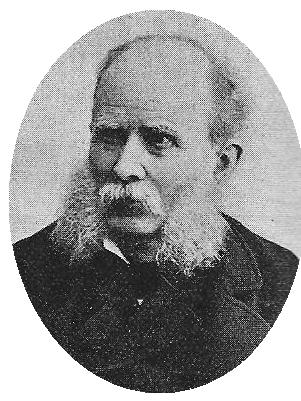
Narciso Monturiol.

- 1885: Narciso Monturiol, inventor y político español, inventor del primer submarino tripulado y con motor de combustión (n. 1819).
- 1902: Frederick Abel, químico británico (n. 1827).
- 1907: Jerónimo de la Ossa, escritor panameño (n. 1847).
- 1907: Sully Prudhomme, escritor francés (n. 1839).
- 1910: Elías Fernández Albano, abogado y vicepresidente chileno (n. 1845).
- 1920:  María Pavlovna, aristócrata rusa (n. 1854)

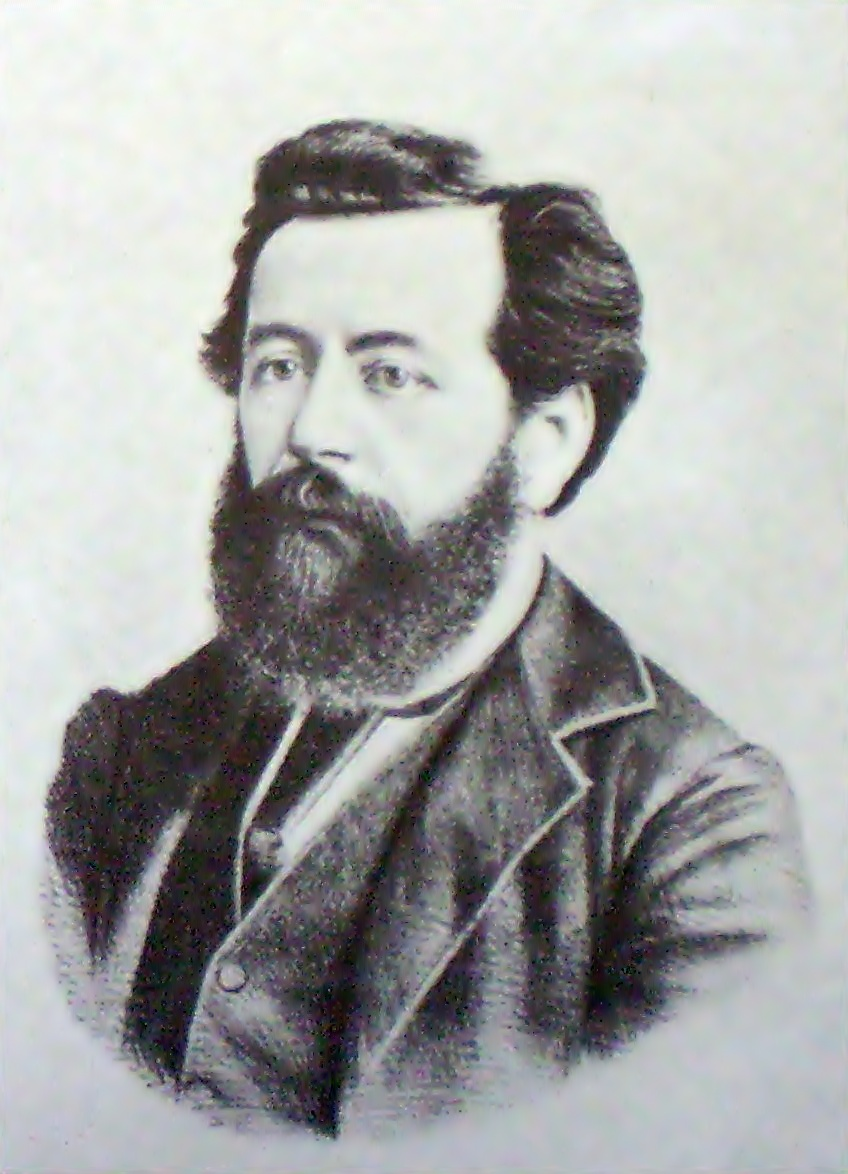
Dardo Rocha.

- 1921: Dardo Rocha, político argentino, fundador de la ciudad de La Plata (n. 1838).
- 1936: José Manuel Aizpurúa, arquitecto español (n. 1902).
- 1938: Alfonso de Borbón, príncipe español (n. 1907).
- 1939: Cayetano Martínez Artés, político español (n. 1900).
- 1939: Arthur Rackham, ilustrador británico (n. 1867).
- 1950: Olaf Stapledon, escritor y filósofo británico (n. 1886).
- 1952: Gertrude Lawrence, actriz británica (n. 1898).
- 1956: Lee Jung-Seob, pintor coreano (n. 1916).
- 1959: Edmund Gwenn, actor británico (n. 1877).
- 1959: Kay Kendall, actriz británica (n. 1926).
- 1962: Hanns Eisler, compositor germanoaustriaco (n. 1898).
- 1964: Fernando Suárez de Tangil, político y aristócrata español (n. 1886).
- 1966: Margaret Sanger, enfermera y activista estadounidense (n. 1879).
- 1967: Lester Barlow, inventor de explosivos y piloto estadounidense, que participó en la Revolución mexicana (n. 1886).
- 1967: William Francis Gibbs, ingeniero naval y abogado estadounidense (n. 1886).
- 1969: Arthur Friedenreich, futbolista brasileño (n. 1892).
- 1971: Ezequiel Padilla Peñaloza, político mexicano (n. 1892).
- 1972: Luis Martínez de Irujo y Artázcoz, aristócrata español (n. 1919).
- 1972: Allauddin Khan, multinstrumentista y compositor indio (n. 1862).
- 1974: Olga Baclanova, actriz rusa (n. 1896).
- 1978: Adolf Dassler, empresario alemán (n. 1900).
- 1980: Heraldo Romero Sánchez, político colombiano (n. 1948).
- 1981: Lucas Demare, cineasta argentino (n. 1910).
- 1984: Ernest Tubb, cantante y guitarrista estadounidense (n. 1914).
- 1985: Johnny Desmond, cantante estadounidense (n. 1919).
- 1986: Blanche Sweet, actriz estadounidense (n. 1895).
- 1987: Enrique de la Mata, político español (n. 1933).
- 1988: Jaime Manuel Fernández González, político dominicano (n. 1920).
- 1990: Tom Fogerty, músico estadounidense, de la banda Creedence Clearwater Revival (n. 1941).
- 1992: Roberto Grela, guitarrista y compositor de tangos argentino (n. 1913).
- 1992: Rafael Solana, escritor mexicano (n. 1915).
- 1994: Nicky Hopkins, músico británico (n. 1944).
- 1997: Salvador Artigas, futbolista y entrenador español (n. 1913).
- 1998: Akira Kurosawa, cineasta japonés (n. 1910).
- 1998: Ric Segreto, cantautor, actor y periodista estadounidense (n. 1952).
- 2005: Hasan Abidi, periodista paquistaní, poeta y activista político (n. 1929).
- 2007: John Gregory Hawkes, botánico británico (n. 1915).
- 2007: Madeleine L'Engle, escritora estadounidense (n. 1918).

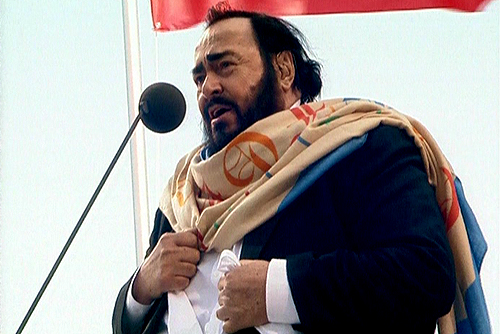
Luciano Pavarotti.

- 2007: Luciano Pavarotti, tenor italiano (n. 1935).
- 2007: Pablo Sorozábal Serrano, traductor, escritor y compositor español (n. 1934).
- 2007: Percy Rodrigues, actor canadiense (n. 1918).
- 2008: Anita Page, actriz estadounidense (n. 1910).
- 2009: Julio de Benito, periodista español (n. 1947).
- 2010: Guillermo Rossell de la Lama, político y arquitecto mexicano (n. 1925).
- 2010: Marcos Velásquez, músico y poeta uruguayo (n. 1939).
- 2011: Michael Hart, escritor y filántropo estadounidense (n. 1947).
- 2012: Art Modell, hombre de negocios estadounidense (n. 1925).
- 2012: Bertil Norström, actor sueco (n. 1923).
- 2012: Jake Eberts, productor de cine canadiense (n. 1941).
- 2012: Lawrie Dring, líder scout británico (n. 1931).
- 2013: Jorginho Gularte, cantante y compositor uruguayo (n. 1956).
- 2017: Carlo Caffarra, cardenal italiano (n. 1938).
- 2017: Kate Millett, escritora, profesora, artista y activista feminista radical estadounidense (n. 1934).
- 2018: Burt Reynolds, actor estadounidense (n. 1936).
- 2018: Richard DeVos, empresario y billonario estadounidense (n. 1926)
- 2018: Claudio Scimone, director de orquesta y músico italiano (n. 1934).
- 2019: Robert Mugabe, militar y político zimbabués, presidente de Zimbabue entre 1987 y 2017 (n. 1924).
- 2020: Kevin Dobson, actor de cine y televisión estadounidense (n. 1943).
- 2021: Billy Apple, artista neozelandés (n. 1935).
- 2021: Enrique González Pedrero, político mexicano, gobernador de Tabasco de 1983 a 1987 (n. 1930).
- 2021: Frank Russell, baloncestista estadounidense (n. 1949).
- 2021: Jean-Paul Belmondo, actor de cine y teatro francés de origen italiano (n. 1933).
- 2021: Jean-Pierre Adams, futbolista francés de origen senegalés (n. 1948).
- 2021: Michael K. Williams, actor estadounidense  (n. 1966).
- 2021: Nino Castelnuovo, actor italiano (n. 1936).
- 2021: Pedrés, torero español (n. 1932).
- 2021: Yolanda Fernández de Cofiño, empresaria y filántropa guatemalteca (n. 1934).
- 2022: Magdalena Ruiz Guiñazú, periodista, traductora, escritora y locutora argentina (n. 1931 o 1935).
- 2022: Just Jaeckin, director de cine, pintor y escultor francés (n. 1940).

## Celebraciones
- Día Mundial de las Aves Playeras. Aves acuáticas y migratorias que se encuentran en dunas, playas de arena, humedales costeros e interiores, como gaviotas, alcatraces y otras especies.
- Día Mundial de la Medicina Estética.
- Día Mundial del Sexo Oral.[2]Se eligió debido a la combinación del número 6 y el 9, dando como resultado el 69, un número popularmente conectado a la posición sexual donde dos personas realizan sexo oral en simultáneo.[3]
- Día Mundial del Daltonismo. Se le rinde homenaje a John Dalton, descubridor del daltonismo, nacido este día de 1766.[4]
- Día Mundial del Kurash. Deporte de lucha tradicional nacional de Uzbekistán y Tatarstan.

 Por países
(Por orden alfabético)
- Argentina:
  - Día Nacional de las Relaciones Públicas.[5]
    -  Misiones: Día del Empleado Público Provincial.[6]
    -  Neuquén: Día Provincial de la Lucha contra Todas las Formas de Violencias hacia las Mujeres.[7]
Ley Provincial Nº 3159.

- Bolivia:
  - Día de la Recreación y el Deporte.

- Bulgaria:
  - Día de la Unificación.

- El Salvador:
  - Día Nacional del Añil.

- Estados Unidos:
  - Día Nacional de Leer un Libro.
  - Día Nacional del Helado de Café.
  - Día de la Lucha contra la Procrastinación.

- Pakistán:
  - Día de la Defensa o Día del Ejército.

- Santo Tomé y Príncipe:
  - Día de las Fuerzas Armadas.

- Suazilandia:
  - Día de la Independencia.

### Santoral católico
- San Zacarías, profeta (siglo V a. C.)
- San Onesíforo (siglo I)

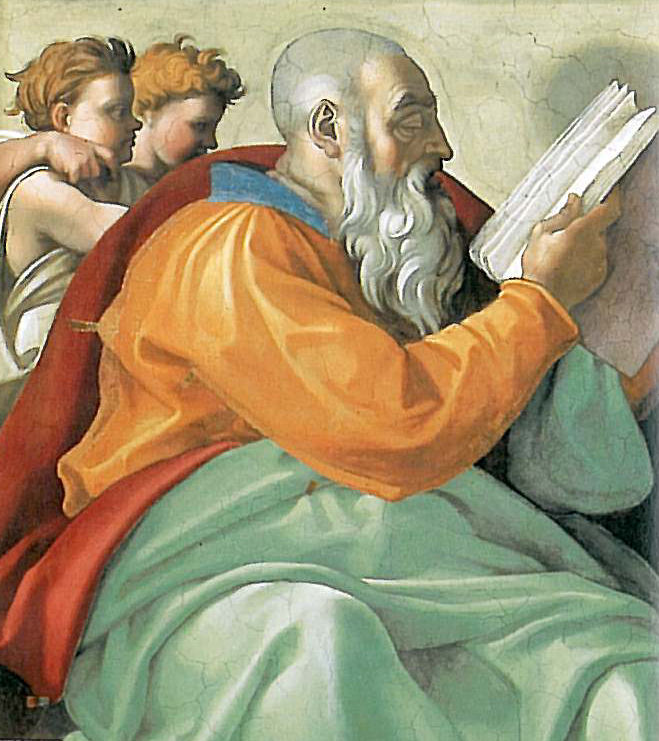
San Zacarías

- Santos Donaciano, Presidio, Mansueto, Germán, Fúsculo y Leto, obispos (siglo V)
- San Eleuterio de Spoleto, abad (siglo VI)
- San Cagnoaldo de Laon, obispo (632)
- Santa Bega de Cumberland, monja (660)
- San Magno de Füssen, abad (s. VIII)
- San Bertrando de Garrigues, presbítero (1230)
- Beato Diego Llorca Llopis, presbítero y mártir (1936)
- Beato Pascual Torres Lloret, mártir (1936)